# Rhinocypha pallidifrons
Rhinocypha pallidifrons is een libellensoort uit de familie van de Chlorocyphidae (Juweeljuffers), onderorde juffers (Zygoptera).
De wetenschappelijke naam van de soort is voor het eerst geldig gepubliceerd in 1927 door Ris.